# ويليام تي. كروفورد
ويليام تي. كروفورد هو محامي وسياسي أمريكي، ولد في 1 يونيو 1856 في وينزفيل في الولايات المتحدة، وتوفي بنفس المكان في 16 نوفمبر 1913. نشط حزبياً في الحزب الديمقراطي. وقد انتخب عضو مجلس نواب كارولينا الشمالية ‏ وانتخب عضو مجلس النواب الأمريكي ‏.